# Zápas na Letních olympijských hrách 1968 – muži, volný styl do 52 kg
Zápas ve volném stylu v muší váze na Letních olympijských hrách 1968 v Mexiku probíhal od 17. do 20. října. O medaile se utkalo 23 zápasníků.

## Turnajové výsledky
Byl použit systém eliminace zápornými body. Zápasník, který nasbíral 6 negativních bodů, byl vyřazen z dalších bojů. Když zůstali v turnaji poslední tři, rozhodlo o jejich konečném pořadí speciální finálové kolo. 
Legenda
- DNA — Nenastoupil
- TPP — Celkem trestných bodů
- MPP — Trestných bodů v zápase

Penalizace
- 0 — Lopatkové vítězství, vítězství pro pasivitu, zranění, nebo diskvalifikaci protivníka
- 0.5 — Vítězství pro technickou převahu
- 1 — Vítězství na body
- 2 — Remíza
- 2.5 — Remíza, pasivita
- 3 — Prohra na body
- 3.5 — Prohra pro technickou převahu soupeře
- 4 — Lopatková prohra, prohra z důvodu pasivity, zranění, nebo diskvalifikace

### Kolo 1
| TPP | MPP |                           | Score      |                                | MPP | TPP |
| --- | --- | ------------------------- | ---------- | ------------------------------ | --- | --- |
| 4   | 4   | José Defran (DOM)         | TF / 1:55  | Mohammad Ghorbani (IRI)        | 0   | 0   |
| 4   | 4   | César Solari (ECU)        | DQ / 0:08  | Petros Triantafyllidis (GRE)   | 0   | 0   |
| 1   | 1   | Oh Jung-Yong (KOR)        |            | André Gaudinot (FRA)           | 3   | 3   |
| 1   | 1   | Šigeo Nakata (JPN)        |            | Baju Baev (BUL)                | 3   | 3   |
| 3   | 3   | Gheorghe Stoiciu (ROU)    |            | Nazar Albarjan (URS)           | 1   | 1   |
| 4   | 4   | John Kinsella (AUS)       | TF / 10:50 | Vincenzo Grassi (ITA)          | 0   | 0   |
| 3   | 3   | Mohamed Mongued (EGY)     |            | Čimedbazaryn Damdinšarav (MGL) | 1   | 1   |
| 2.5 | 2.5 | Mehmet Esenceli (TUR)     |            | Paul Neff (FRG)                | 2.5 | 2.5 |
| 3   | 3   | Florentino Martínez (MEX) |            | Márton Erdős (HUN)             | 1   | 1   |
| 0   | 0   | Wanelge Castillo (PAN)    | TF / 8:15  | Gustavo Ramírez (GUA)          | 4   | 4   |
| 0.5 | 0.5 | Sudesh Kumar (IND)        |            | Boris Dimovski (YUG)           | 3.5 | 3.5 |
| 0   |     | Richard Sanders (USA)     |            | Bye                            |     |     |

### Kolo 2
| TPP | MPP |                                | Score      |                           | MPP | TPP |
| --- | --- | ------------------------------ | ---------- | ------------------------- | --- | --- |
| 0   | 0   | Richard Sanders (USA)          | TF / 1:11  | José Defran (DOM)         | 4   | 8   |
| 0   | 0   | Mohammad Ghorbani (IRI)        | TF / 5:00  | César Solari (ECU)        | 4   | 8   |
| 3   | 3   | Petros Triantafyllidis (GRE)   |            | Oh Jung-Yong (KOR)        | 1   | 2   |
| 6.5 | 3.5 | André Gaudinot (FRA)           |            | Šigeo Nakata (JPN)        | 0.5 | 1.5 |
| 3   | 0   | Baju Baev (BUL)                | TF / 5:30  | Gheorghe Stoiciu (ROU)    | 4   | 7   |
| 1.5 | 0.5 | Nazar Albarjan (URS)           |            | John Kinsella (AUS)       | 3.5 | 7.5 |
| 0.5 | 0.5 | Vincenzo Grassi (ITA)          |            | Mohamed Mongued (EGY)     | 3.5 | 6.5 |
| 1   | 0   | Čimedbazaryn Damdinšarav (MGL) | TF / 10:14 | Mehmet Esenceli (TUR)     | 4   | 6.5 |
| 2.5 | 0   | Paul Neff (FRG)                | TF / 6:40  | Florentino Martínez (MEX) | 4   | 7   |
| 2   | 1   | Márton Erdős (HUN)             |            | Wanelge Castillo (PAN)    | 3   | 3   |
| 8   | 4   | Gustavo Ramírez (GUA)          | TF / 5:32  | Sudesh Kumar (IND)        | 0   | 0.5 |
| 3.5 |     | Boris Dimovski (YUG)           |            | Bye                       |     |     |

### Kolo 3
| TPP | MPP |                         | Score     |                                | MPP | TPP |
| --- | --- | ----------------------- | --------- | ------------------------------ | --- | --- |
| 7.5 | 4   | Boris Dimovski (YUG)    | TF / 8:41 | Richard Sanders (USA)          | 0   | 0   |
| 0   | 0   | Mohammad Ghorbani (IRI) | TF / 8:43 | Petros Triantafyllidis (GRE)   | 4   | 7   |
| 5   | 3   | Oh Jung-Yong (KOR)      |           | Šigeo Nakata (JPN)             | 1   | 2.5 |
| 6   | 3   | Baju Baev (BUL)         |           | Nazar Albarjan (URS)           | 1   | 2.5 |
| 0.5 | 0   | Vincenzo Grassi (ITA)   | DQ        | Čimedbazaryn Damdinšarav (MGL) | 4   | 5   |
| 3.5 | 1   | Paul Neff (FRG)         |           | Márton Erdős (HUN)             | 3   | 5   |
| 4   | 1   | Wanelge Castillo (PAN)  |           | Sudesh Kumar (IND)             | 3   | 3.5 |

### Kolo 4
| TPP | MPP |                                | Score     |                         | MPP | TPP |
| --- | --- | ------------------------------ | --------- | ----------------------- | --- | --- |
| 0   | 0   | Richard Sanders (USA)          | TF / 2:48 | Mohammad Ghorbani (IRI) | 4   | 4   |
| 6   | 1   | Oh Jung-Yong (KOR)             |           | Nazar Albarjan (URS)    | 3   | 5.5 |
| 3.5 | 1   | Šigeo Nakata (JPN)             |           | Vincenzo Grassi (ITA)   | 3   | 3.5 |
| 5   | 0   | Čimedbazaryn Damdinšarav (MGL) | TF / 5:44 | Márton Erdős (HUN)      | 4   | 9   |
| 4   | 0.5 | Paul Neff (FRG)                |           | Wanelge Castillo (PAN)  | 3.5 | 7.5 |
| 3.5 |     | Sudesh Kumar (IND)             |           | Bye                     |     |     |

### Kolo 5
| TPP | MPP |                                | Score     |                       | MPP | TPP |
| --- | --- | ------------------------------ | --------- | --------------------- | --- | --- |
| 7.5 | 4   | Sudesh Kumar (IND)             | TF / 1:34 | Richard Sanders (USA) | 0   | 0   |
| 8   | 4   | Mohammad Ghorbani (IRI)        | TF / 6:32 | Šigeo Nakata (JPN)    | 0   | 3.5 |
| 6.5 | 1   | Nazar Albarjan (URS)           |           | Vincenzo Grassi (ITA) | 3   | 6.5 |
| 5   | 0   | Čimedbazaryn Damdinšarav (MGL) | DNA       | Paul Neff (FRG)       | 4   | 8   |

### Finále
Výsledky z předchozích kol se započítávají do finále (žlutě zvýrazněno).
| TPP | MPP |                                | Score     |                                | MPP | TPP |
| --- | --- | ------------------------------ | --------- | ------------------------------ | --- | --- |
|     | 3   | Richard Sanders (USA)          |           | Šigeo Nakata (JPN)             | 1   |     |
|     | 3   | Čimedbazaryn Damdinšarav (MGL) |           | Richard Sanders (USA)          | 1   | 4   |
| 1   | 0   | Šigeo Nakata (JPN)             | TF / 5:07 | Čimedbazaryn Damdinšarav (MGL) | 4   | 7   |

## Finálové pořadí
1. Šigeo Nakata (JPN)
2. Richard Sanders (USA)
3. Čimedbazaryn Damdinšarav (MGL)
4. Nazar Albarjan (URS)
5. Vincenzo Grassi (ITA)
6. Sudesh Kumar (IND)